# Samanaru
Samanaru (Samanaro) ist eine osttimoresische Aldeia im Suco Vatuvou (Verwaltungsamt Maubara, Gemeinde Liquiçá). 2015 lebten in der Aldeia 50 Menschen, allerdings wurden seitdem die Grenzen der Aldeia neu gezogen, so dass heute mehr Menschen hier leben.

## Geographie und Einrichtungen

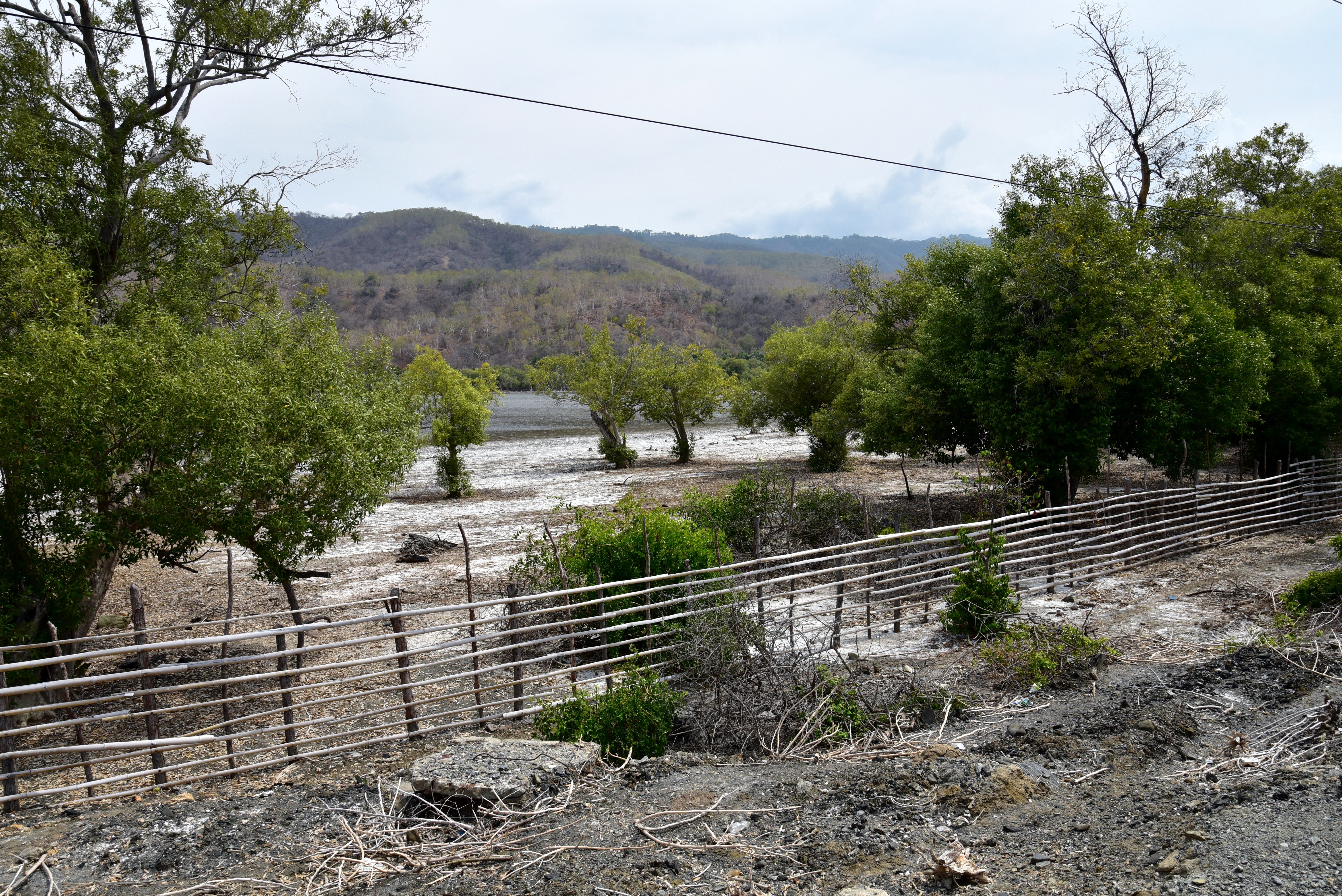
Am Ufer des Maubarasees

Samanaru liegt im Nordwesten des Sucos Vatuvou an der Sawusee. Östlich liegt die Aldeia Raeme, südlich die Aldeia Bouraevei und südwestlich die Aldeia Lissalara. Im Westen grenzt Samanaru an den Suco Maubaralissa. Im Nordosten von Samanaru liegt der salzige Maubarasee. Der etwa acht Hektar große See gilt als wichtiger Lebensraum für eine Vielzahl von Vogelarten. Besonders interessant ist die schwarze Timortaube, die man hier regelmäßig im Wald am Rand des Sees und in den bis zu 500 m hohen herumliegenden Hügeln beobachten kann. Ein Gebiet von 2000 Hektar um den See mit tropischen Trockenwäldern ist eine Important Bird Area. Der Fluss Palua folgt im Südosten der Grenze zu Raeme. Er führt aber nur zur Regenzeit Wasser. Auch in den Maubarasee münden dann einige kleine Flüsse und Bäche.
Der Hauptort Samanaru liegt im Nordosten der Aldeia. Hier befinden sich der Sitz des Sucos Vatuvou und eine Grundschule. Die Küstenstraße, die Maubara im Westen mit Vila de Liquiçá und Dili im Osten verbindet, führt durch den Ort, der sich von der Küste nach Süden hin ausdehnt. Im Landesinneren gibt es nur noch kleine Siedlungen, Weiler und einzeln stehende Häuser.

## Geschichte
Die sterblichen Überreste von etwa einem Dutzend Opfer des Kirchenmassakers von Liquiçá wurden 1999 von australischen Marinetauchern aus dem Maubarasee geborgen. Mitglieder von pro-indonesischen Milizen und vom indonesischen Militär hatten die Leichen im See versenkt.

## Politik
2023 wurde Carlito de J. Martins zum Chefe de Aldeia gewählt.